# Зозулинецька сільська рада
| Зозулинецька сільська рада — колишній орган місцевого самоврядування у Козятинському районі Вінницької області з адміністративним центром у с. Зозулинці. Сільській раді були підпорядковані населені пункти: - с. Зозулинці - с. Сошанське |

## Склад ради
Рада складалася з 16 депутатів та голови.

## Керівний склад сільської ради
| ПІБ                            | Основні відомості                                                                  | Дата обрання | Дата звільнення |
| ------------------------------ | ---------------------------------------------------------------------------------- | ------------ | --------------- |
| Максимчук Олександр Васильович | Сільський голова, 1965 року народження, освіта, член Соціалістичної партії України | 26.03.2006   | 31.10.2010      |
| Максимчук Олександр Васильович | Сільський голова, 1965 року народження, освіта середня спеціальна                  | 31.10.2010   |                 |

Примітка: таблиця складена за даними джерела